# Turbo C++
Turbo C++是一個Borland C++編譯器與IDE。最早的Turbo C++ 產品系列出現在1993年以後，以及於2006年重新發行，具有一個互動的IDE，本質上源自他們的旗艦產品C++ Builder的降級版本。Turbo C++ 2006則發佈於2006年9月5日，以及它區分為「Explorer」與「Professional」兩個版本。Explorer版可以自由下載與散佈，Professional版則是銷售的商品。

## 外部連結
- Official website（页面存档备份，存于）
- Turbo C++ v1.01 free download from Borland